# Musée d'archéologie de Catalogne (Gérone)
Le musée d'Archéologie de Catalogne se trouve dans la ville de Gérone, dans l'ancien monastère de Sant Pere de Galligants (ca).

## Le musée
Le musée d'Archéologie de Catalogne de Gérone abrite des objets et documents archéologiques, datés de la Préhistoire au Moyen Âge, découverts lors de fouilles réalisées dans la province de Gérone.
L'origine de ce musée remonte au Musée provincial des Antiquités et des Beaux-Arts, fondé en 1846 par la Commission provinciale des Monuments : il est donc l'un des plus anciens musées de Catalogne. Entre 1846 et 1857, le musée a connu plusieurs emplacements. Depuis 1857, il est installé au monastère de Sant Pere de Galligants.
Le bâtiment dans lequel il se trouve est l'un des exemples les plus remarquables de l'art roman catalan du XIIe siècle. On ne connaît pas la date exacte de sa fondation, mais il existait déjà lors de la première moitié du Xe siècle. En 1836, il a été abandonné par la communauté de moines bénédictins, conformément aux lois de désamortissement. Le musée actuel occupe le cloître, l'église romane et quelques bâtiments ajoutés dans la seconde moitié du XIXe siècle. Depuis 1992, il fait partie du musée d'Archéologie de Catalogne, dirigé par l'Agence catalane du patrimoine culturel.

## Parcours dans le musée

### Préhistoire
Cette salle met l'accent sur la présentation de l'activité humaine depuis l'apparition de l'Homme jusqu'à l'âge des métaux.
Les premiers signes de peuplement humain en Europe et la péninsule remonte à un million d'années, au commencement du Paléolithique. Cette longue période a commencé en Catalogne il y a environ 700 000 ans et s'est terminée il y a environ 7 500 ans avec le début du Néolithique.
L'Homme qui, dans le Paléolithique, était un chasseur-cueilleur, devient, avec la révolution du néolithique, agriculteur et éleveur. Il a apprivoisé les animaux et découvert certaines espèces de céréales et de légumes. Ces changements majeurs dans les stratégies de subsistance sont accompagnés par l'abandon de la vie nomade et la construction de grands villages. Les hommes se sont alors mis à fabriquer des outils en pierre, en céramique et tissés.
Les formes d'enterrement, qui, initialement, se caractérisaient par leur individualisation, évoluent vers des formes plus complexes et plus monumentales, donnant lieu au mégalithisme.
- Pic du Montgrí sur galet de porphyre. Le pic du Montgrí, qui provient du Cau del Duc, est un outil pointu taillé sur une seule face. Il est fait de porphyre taillé à l'aide d'une pierre. Les galets employés pour la confection de ces outils provenaient du lit du fleuve Ter, situé à proximité de la grotte. La popularité croissante de cette grotte au cours de la première moitié du XXe siècle amenèrent certains cercles de préhistoriens européens à utiliser le terme pic del Montgrí pour nommer les outils unifaciaux pointus.
- Noyau levalloisien en quartz. Des méthodes de taille ayant pour objectif d’obtenir des éclats aux formes plus ou moins standardisées se développèrent au cours du Paléolithique moyen. À cet effet, on taillait un bloc de pierre selon une série d’étapes prédéterminées et en développant une méthode préconçue. Ces éclats aux grands bords coupants étaient utilisés directement ou on en préparait la taille pour ensuite leur donner une fonction déterminée. Le nom de la technique provient du lieu où elle a été identifiée : le site archéologique de Levallois-Perret.
- Harpon orné d'os. Harpon réalisé en corne avec des incisions décoratives. La présence de l’espèce Homo sapiens se traduit par la sophistication des techniques de chasse, ainsi que celle des outils utilisés à cet effet. C’est au cours du Paléolithique supérieur que l’usage du propulseur et de l'arc fut documenté. Les harpons à une ou deux rangées de dents constituent des outils très efficaces au moment de maîtriser la proie. Leur usage est souvent associé à la pêche.
- Collier en coquille et os. Collier de la famille Dentaliida (Dentalium) et Turbinidae (Turbo) fabriqué avec des coquilles de mollusques et une défense de cerf percée. À partir du paléolithique, la présence d'Homo sapiens augmente le nombre d'éléments liés à l'ornementation individuelle ainsi que diverses réalisations artistiques sur des biens meubles et immeubles, à l'instar des peintures.
- Noyau en silex « miel ». Au cours du Néolithique moyen, il y avait d’importants réseaux d’échanges de matières premières, tels que celui du silex « miel », provenant probablement de Provence, de la variscite de Gavà et de l’obsidienne des îles Lipari, près de la Sicile. Le silex de couleur miel apparaît au cours du Néolithique moyen sous forme de lames, de pointes de flèches et de noyaux. Généralement, ce type de silex est taillé à l’aide de la technique de pression et il fait partie des trousseaux destinés aux enterrements.
- Casserole en céramique faite à la main. Vase en céramique de forme hémisphérique et aux dimensions moyennes, fait à la main, pourvu de quatre petites anses tubulaires et d’un petit bec. Au cours du Néolithique moyen, les vases en céramique étaient associés aux inhumations et déposés dans les tombes comme trousseaux. Cette casserole, découverte lors de l’inhumation de Fonteta, est la seule de ce type dans le contexte des enterrements documentés en Catalogne.

### L'âge des métaux
L'âge des métaux commence avec l'introduction de la métallurgie. Le Chalcolithique (3500-2200 av. J.-C.), qui commence avec la découverte du cuivre, est une ère sans grands changements dans le mode de vie des habitants. L'économie précédente perdure, ainsi que l'habitat troglodytique, la réutilisation de mégalithes et l'enterrement par inhumation collective.
L'âge du bronze (2200-1800 av. J.-C.) commence avec la découverte de l'alliage de cuivre et d'étain. Cette ère est méconnue.
La maîtrise du bronze n'amène pas de changement significatif.
Cependant, ce qui est connu comme le bronze final (1200-700 av. J.-C.) représente une période de changement. Le rite funéraire de l'incinération apparaît. La métallurgie s'intensifie avec l'utilisation et l'expansion du bronze ; de plus, l'élevage et l'agriculture se développent, et le nombre de villages augmente.
À la fin de l'ère apparaît la sidérurgie du fer, l'un des plus importants progrès technologiques de l'époque. En Catalogne, les objets en fer les plus anciens datent d'environ 700 à 575 av. J.-C., et peu après, apparaissent les armes comme des épées avec pommeau à antennes.
- Perles en or. Perles de collier formées à partir de feuilles d’or pliées. La connaissance technique associée à la métallurgie est liée au travail des divers métaux, tels que l’or et le cuivre, qui ont un point de fusion similaire (±1050 av. J.-C.). L’or natif est le métal le plus maniable et ductile connu. En raison de la facilité avec laquelle il peut être travaillé, c'est l’un des premiers métaux employés au cours de la Préhistoire catalane. Il apparaît au Néolithique final.
- Hallebarde en cuivre. Arme offensive consistant en une feuille de cuivre triangulaire renforcée par une nervure. Elle était munie d'un manche transversal, perpendiculaire ou légèrement oblique, fixé par trois rivets. Ce type d'arme est fréquent dans les tombes des hommes de la culture d'El Argar (Andalousie orientale et Murcie). Pour cette raison, cet objet constitue une découverte rare dans cette région du Nord-Est de l'Espagne.
- Épingle à tête en bronze. Pièce qui présente deux têtes enroulées avec deux collerettes qui forment des antennes. Elle appartient au trousseau d’une tombe de la nécropole de Can Bec de Baix. L’incinération est le rituel funéraire le plus courant. À côté de l’urne qui contient des restes humains, quelques tombes comportent des petits vases d’accompagnement, ainsi que des objets personnels en bronze ou, pour les plus modernes, en fer.
- Hache en bronze. Le dépôt de Ripoll a été trouvé dans une cachette à Pla d'en Pere, à deux kilomètres au nord de Ripoll. Il est formé d'un groupe de quatorze ustensiles en bronze très usés, qui comporte onze haches de différentes origines et époques, un fer de lance, un ciseau et une virole. Cette hache est d'origine centre-méditerranéenne mais provient directement de la zone atlantique française. Elle est datée entre 900 et 800 av. J.-C. et les objets ont été cachés à Ripoll avant 850 av. J.-C.
- Urne d’incinération en céramique faite à la main. Les tombes de la nécropole contiennent l’urne cinéraire, presque toujours décorée et recouverte d'un bouchon, tous deux en céramique. Très peu disposent de trousseau funéraire. Ce lieu se caractérise par un taux de mortalité infantile et juvénile très élevé.
- Boucle de ceinture en bronze. Pièce faisant partie du trousseau d’une tombe de la nécropole de la muraille Nord-Est d’Empúries, VIe siècle av. J.-C. Il s’agit d’un objet doté de trois crochets, fabriqué à partir d’un moule bivalve, avec un talon rectangulaire et une plaque hexagonale. La décoration est une impression granulée, qui forme une ligne suivant le contour de la pièce, et la plaque comporte un cercle déprimé, servant certainement à soutenir une lame en argent.

### Les colonisations (Phéniciens, Carthaginois, Grecs, Étrusques) et l'époque ibère
Pendant le VIIe siècle av. J.-C., plusieurs peuples de la Méditerranée, les Phéniciens et les Carthaginois, les Grecs et les Étrusques entrent en contact avec les populations de la zone côtière de la péninsule ibérique et établissent des relations commerciales qui portent sur l'échange de biens manufacturés contre des matières premières.
Dans le même temps, les populations indigènes de l'âge du bronze dans la partie méditerranéenne de la péninsule entament un long processus d'évolution conduisant à la formation de la culture ibérique.
La culture ibérique présente certaines caractéristiques communes : la construction généralisée avec des matériaux durs (pierre, adobe), l'apparition d'un urbanisme, l'adoption du tour du potier, le développement de la métallurgie du fer ou la création d'un système local d'écriture. La société est divisée en classes. L'économie repose sur l'agriculture sèche et est complétée par l'élevage.
Le contact avec les peuples coloniaux a eu des répercussions importantes dans les formes d'organisation de la société, l'économie et les croyances.
- Pichet phénicien en céramique. Grand conteneur à bec ample d’origine phénicienne qui servait à stocker des aliments solides. Il provient probablement du Sud de la péninsule ibérique (650-600 av. J.-C.). La nécropole où il fut découvert, connue depuis 1888, se situe sous l’usine Burés. Les fouilles menées à cet endroit entre 1954 et 1955 permirent de découvrir de nouvelles tombes d’incinération dans une fosse. Elles contiennent un riche trousseau et trois d’entre elles renferment les premiers objets en fer et céramique d’origine phénicienne.
- Cratère en céramique attique à figures rouges. Le cratère était utilisé pour mélanger le vin et l’eau lors du banquet funéraire. Dans le monde ibérique, la vaisselle attique constituait un symbole de richesse et dénotait d'un certain prestige social. Le cratère en cloche était l’une des pièces les plus prestigieuses et, probablement, les plus onéreuses. Cet exemplaire présente une décoration formée par une guirlande de feuilles d’olivier sous le bord. La scène conservée montre une figure féminine, probablement une Ménade, qui danse avec un thýrsos (barre ou bâton orné de vigne ou de feuilles de lierre) dans la main droite. Sur le côté gauche on aperçoit un griffon, animal fabuleux mi-oiseau, mi-lion, associé à la mort et à la résurrection.
- Askos en céramique ionique milésienne. Vase qui représente le dieu Achéloos avec une tête de taureau et un corps allongé. Il présente une ouverture au-dessus du corps, pour y verser le liquide, et un orifice situé à l'extrême distal (la queue) pour l’incliner. Dans la géographie antique, Achéloos était le nom de six fleuves. À l'origine, il semble qu'il s'agissait du nom général des eaux courantes. Dans la mythologie grecque, Achéloos était un dieu fluvial. Il affronta Héraclès et, pendant le combat, il se transforma en taureau et en serpent. Héraclès lui arracha une corne, que les nymphes consacrèrent et transformèrent en corne d’abondance. Ce mythe était raconté pendant l’Antiquité pour faire allusion aux travaux effectués en vue de canaliser le fleuve et d’en assainir les berges.
- Épée de La Tène et fourreau en fer. L’épée de type La Tène, typique du monde celte, était la plus répandue au nord-est de la Péninsule à l’époque ibérique, tandis que la falcata, épée qui est considérée comme typique du monde ibérique, y était rare. L’épée La Tène aurait été introduite en Catalogne au moins à la fin du IVe siècle av. J.-C. et elle y serait restée jusqu’à son remplacement par l’armement romain. Les épées découvertes sur les sites archéologiques indigènes du Nord-Est catalan sont fréquemment perforées, ce qui indique un amortissement rituel de ces armes appartenant aux guerriers, lorsque ces derniers ne pouvaient plus les utiliser. Le site d’Ullastret contient également des crânes humains qui leur ont été associés.
- Moule à tête de femme en terre cuite. Ce moule, fabriqué avec la même pâte que celle des amphores massaliotes, permettait de produire des terres cuites en forme de buste d’un personnage féminin, probablement la déesse Déméter. Il s’agit d’un moule usé, obtenu à partir d’un modèle originaire de la Grande-Grèce, probablement d’un atelier de la province de Tarente (v. 400 av. J.-C.).
- Calathos en céramique commune ibérique. Fragment de la partie supérieure d’un calathos pourvu de deux anses horizontales tressées, dont une seule est conservée. La décoration, en reliefs appliqués, est réalisée autour de deux personnages. L’un d’eux, Triptolème, apparaît assis sur un char ailé tiré par deux serpents. Triptolème est un personnage mythologique auquel Déméter donna un char et des épis de blé et le chargea de répandre l’agriculture. La tête qui apparaît sous l'anse est interprétée de différentes façons, dont une qui l’associe à la déesse Déméter.
- Ornement de ceinture en argent. Cette pièce, qui aurait pu faire partie d’une ceinture ou d’un diadème, est un exemplaire d’orfèvrerie paléo-ibérique provenant d’Empúries. Elle est en argent et on doit sa couleur actuelle aux effets du feu. Ses extrémités sont triangulaires et la pièce centrale est composée de petits anneaux. Le pendentif circulaire devait être associé à la partie centrale du corps formé par les anneaux, ce qui laisse penser que cet objet était utilisé comme ceinture.
- Jarre en céramique ibérique peinte. La céramique à tour ibérique du nord-est de la péninsule ibérique est fabriquée à partir du milieu du VIe siècle av. J.-C. Du point de vue technologique, formel et décoratif, elle a des liens avec les productions ibériques peintes de l'Est et du Sud-Est de la péninsule ibérique de la même période, ainsi qu’avec celles du Roussillon et du Languedoc occidental. Les décorations les plus courantes sont les lignes et les bandes parallèles, les cercles concentriques et les chevelures. L’un des traits distinctifs des Indigets était le remplacement de la céramique ibérique peinte par une autre décorée de peinture blanche ou d’Indigets, qui commença à être fabriquée de la deuxième moitié du Ve au IIe siècle av. J.-C.
- Plat à poisson, céramique attique à figures rouges. Ce plat servait à manger du poisson. La casserole du fond servait à recueillir les huiles ou à présenter la sauce. Selon les fragments découverts de cette pièce, deux couples de poissons de roche, typiques de la région méditerranéenne, y seraient représentés en vis-à-vis (un scorfano avec un rouget et un scorfano avec une sardine), la partie arrière d’un mérou sombre, un autre poisson non identifié et une coquille Saint-Jacques. Le plat, daté du IVe siècle av. J.-C., fut découvert dans une maison de la fin du IIIe siècle av. J.-C., ce qui souligne la valeur octroyée à cette pièce.
- Autel en marbre. Autel de fabrication grecque, fait en marbre de Pentélique (Attique, Grèce). Il a été découvert dans la pièce principale d'une maison avec arcades, où des sacrifices de chiens étaient pratiqués. Le fût, de section circulaire, est strié et élargi à la base socle en forme de plinthe large. Au sommet se trouve un motif décoratif en Kyma de feuilles lancéolées situées entre les stries, séparées par des arêtes du fût et encadrées en perles. Il préserve des restes peu visibles de polychromie.
- Plomb avec inscription en ibérique. L'utilisation de minces feuilles de plomb comme support pour l'écriture est assez fréquente dans le monde ibérique, comme dans les mondes grec et romain. Bien que les inscriptions ibériques ne puissent pas être déchiffrées, ces textes sont interprétés comme des lettres, des textes d'offrande, des ex-voto ou des documents comptables. Le plomb du Château de la Fosca est écrit avec des signes bien tracés, en lignes régulières, bien que les dimensions croissent légèrement dans les lignes inférieures. Les mots sont séparés par des groupes de trois points disposés verticalement. C'est actuellement la plus longue inscription en langue ibérique connue en Catalogne.

### Monde romain

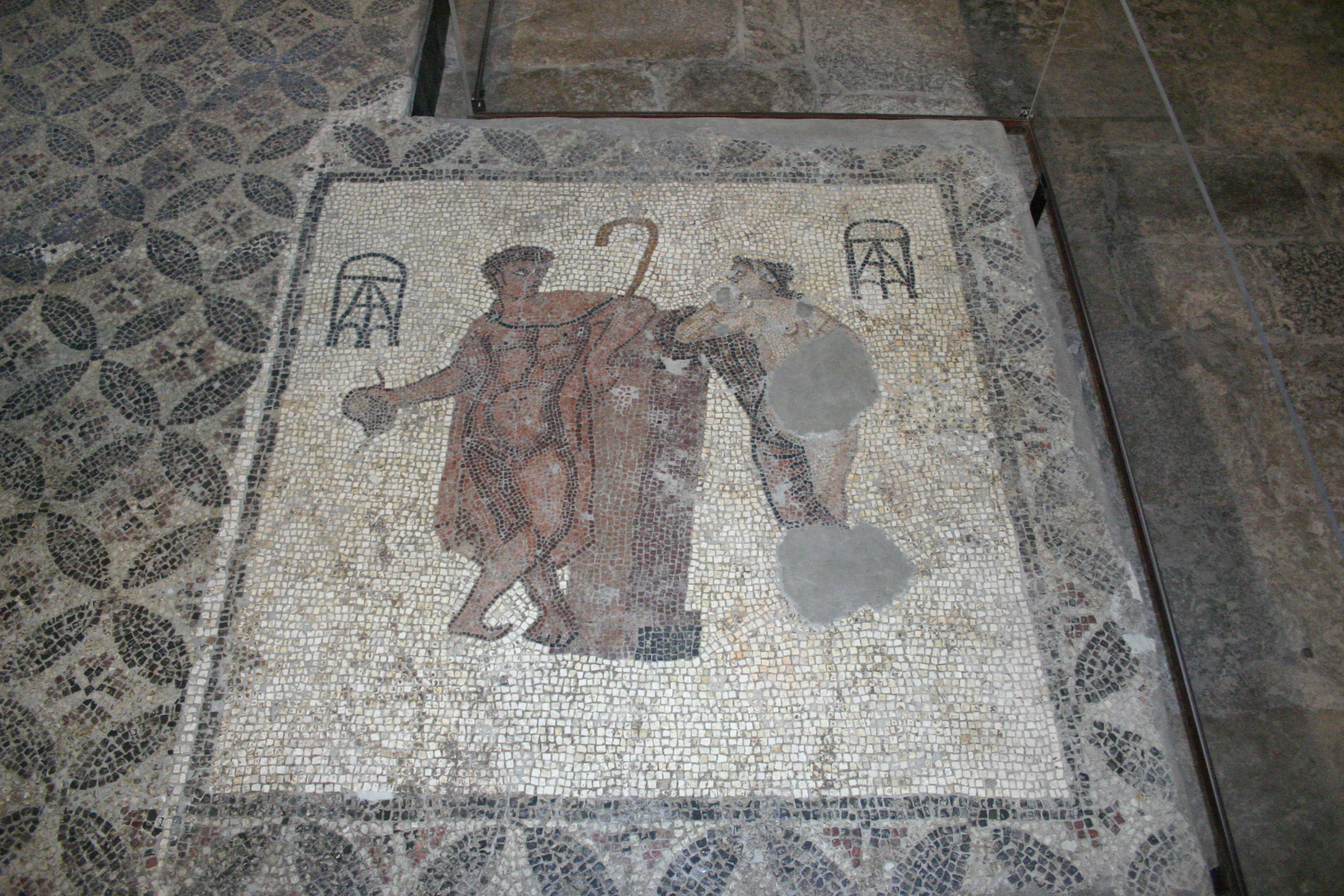
Mosaïque romaine

Le passage du monde ibérique au monde romain se produit à la suite de la romanisation de la région de Gérone à partir de 218 av. J.-C. avec l'arrivée des premiers Romains à Empúries.
Les nouvelles villes et domaines agricoles sont la raison principale de l'occupation du territoire. Les villes sont sous une nouvelle administration et elles exploitent les terres où le vin, l'huile et les céréales sont les principaux produits cultivés. Le nouveau goût d'une société pleinement romanisée se reflète dans les différents objets exposés, personnels et raffinés.
Les amulettes et la représentation des dieux et des mythes apportent une nouvelle religiosité qui affecte les coutumes les plus fondamentales telles que le rituel funéraire.
La propagation du christianisme dans le Bas-Empire romain transformera une société qui maintiendra ses fondements économique, administratif et judiciaire, à l'époque des Wisigoths, mais présente déjà une mentalité et des coutumes différentes. Peu à peu, la religion chrétienne imprégnera tous les aspects de la vie quotidienne.
- La vaisselle de luxe à la table romaine. Les romains les plus fortunés organisaient de grands dîners ou banquets, nommés convivium. Les couverts étaient en métal qui, selon le rang de la maison, pouvait être du bronze, de l'argent voire de l'or. Peu de familles pouvaient se permettre de vivre dans un tel luxe. Les auteurs latins, notamment les poètes satiriques, se moquaient ainsi de l'ostentation dont faisaient preuve les nouveaux riches. De fait, la plupart du temps, seuls certains plateaux ou certaines pièces rituelles, ainsi que les coupes, étaient en métal. Plus tard, les pièces pour boire en verre se répandirent, le verre étant un matériau qui, dans un premier temps (fin du Ier siècle av. J.-C., début du Ier siècle apr. J.-C.) était également un élément de luxe. Cependant, la vaisselle qu'on retrouvait le plus aux bonnes tables romaines du territoire catalan, et à toutes celles qui voulaient y ressembler, était celle en céramique. Il s'agissait de vaisselle de type céramique sigillée, nommée ainsi en raison de l'estampille du producteur qu'elle portait et parce que les motifs décoratifs des moules étaient réalisés à partir de sceaux. Attestées au Ier siècle av. J.-C. et au Ier siècle apr. J.-C., ces céramiques provenaient, dans un premier temps, d'Italie et, par la suite, de Gaule (la France aujourd'hui). Les pièces étaient recouvertes d'un vernis orange-rouge très caractéristique. À Baetulo (Badalona), une grande variété de pièces ont été découvertes, cependant ce sont surtout les assiettes, bols, petites coupes et les grands bols généreusement décorés qui abondent. Les assiettes, de différentes tailles, servaient à présenter les aliments solides, souvent servis découpés depuis la cuisine afin que les convives puissent manger à leur aise, allongés dans le triclinium. Les bols contenaient des bouillons et des crèmes, les coupes, du vin, et les grands bols décorés, des fruits, légumes cuits, ragoûts ou soupes.
- Poupée en céramique. Pendant l’Antiquité, il existait déjà des poupées faites en bois, en ivoire et en cire avec des couleurs, des os, etc. Leurs bras et leurs jambes étaient articulés. Le type d’ornement de la tête et la coiffure ont évolué selon les coutumes de chaque époque. La qualité de la confection et du matériel des poupées variait en fonction du rang social des enfants auxquels elles appartenaient. Comme aujourd’hui, les poupées avaient des vêtements et des accessoires. Il y avait également des petites maisons, des meubles et de la vaisselle pour jouer avec les poupées. Le passage de l’adolescence à l’âge adulte était marqué par une cérémonie au cours de laquelle les jeunes déposaient dans une tombe les jouets qui symbolisaient leur enfance : poupées, osselets, balles, toupies, etc. Une grande partie des poupées romaines que nous connaissons proviennent des tombes d’enfants.
- Oscillum en marbre. Pièce en marbre pareil à une pelta (bouclier thrace en forme de croissant). Il est décoré avec deux têtes de griffon aux extrémités et une palme centrale avec deux parchemins ornés de rosettes. Au centre, se trouve la représentation d'une tête grotesque, dans un visage, et une tête de lièvre mangeant, dans l'autre. Les oscilla sont des boucliers ornementaux en marbre, qui sont généralement accrochés entre les colonnes du péristyle (jardins suspendus) des grandes maisons romaines (domus). Pour cette raison, ils sont habituellement décorés sur les deux côtés.
- Plaque d’un coffre de fiancée en bronze. Il s’agit de cinq fragments d’une fine lame de bronze ornée d’une décoration élaborée selon la technique du repoussé. La décoration est formée par des éléments géométriques et floraux, ainsi que par des scènes figuratives. Une scène, répétée deux fois, représente les bustes d’un homme et d’une femme, de profil et en vis-à-vis, à l’intérieur d’une couronne circulaire. Dessous, il y a l'inscription « VIVATIS » (« Longue vie »). L’autre scène représente un homme nu, assis sur une chaise, le bras droit en avant comme s’il parlait. Au vu de leur décoration et de l’inscription, ces fragments semblent appartenir au revêtement d’un coffre de fiancée, cadeau de noces où l'on représentait le portrait des futurs époux. Les autres pièces similaires connues sont en argent.
- Sépulcre des Saisons. Sarcophage de tradition romaine non chrétienne, mettant en évidence la riche décoration tant de la boîte que du couvercle. Les personnages de la boîte personnifient les quatre saisons. Au centre, il y a un buste du défunt dans une coquille (clipeus) accompagné de deux anges ailés et de deux petites Victoires. Ci-dessous, une scène du mythe de Séléné et Endymion. Au-dessus, une lettre est soutenue par deux anges ailés, où le nom du défunt devait figurer. Dans la partie supérieure se trouvent deux groupes de personnages qui reproduisent des scènes agricoles du monde romain ; la production de l'huile et du vin.
- Boucle de ceinture. Cette nécropole se situe tout près de la villa romaine de Pla de l’Horta. Jusqu’à aujourd’hui, 79 enterrements y ont été localisés. Elle fut creusée en différentes étapes entre 2004 et 2006. Elle est formée par des tombes d’inhumation de différentes sortes : coffres à tuiles, coffres avec dallage en pierre, tombes fabriquées en pierre et mortier, ainsi qu'un édifice funéraire monumental. La phase la plus ancienne (IIIe – Ve siècle apr. J.-C.) correspond à la nécropole de villas romaine du Pla de l’Horta, mais les tombes les plus tardives (VIe siècle av. J.-C.), déjà entièrement wisigothes, sont impossibles à associer avec un habitat connu.
- Bouteille de Sant Menna en céramique. Petite bouteille ou gourde en céramique qui contenait de l’eau du sanctuaire de Sant Menna (Karm Abu Mina, Égypte). Cet exemplaire est dépourvu de son col et de ses deux anses. De l’autre côté est représenté Sant Menna, vêtu d’une tunique courte et les bras ouverts, avec deux dromadaires à ses côtés qui lui lèchent les pieds. De l’autre côté figure l’inscription grecque à l’intérieur d’une couronne végétale répartie en trois bandes : « ΑΓΙΟΥ ΜΗΝΑ ΕΥΛΟΓ » (« Bénédiction de Sant Menna »). Cette pièce revêt une grande importance en raison de son origine et des rares exemplaires connus en Europe.
- Balance en bronze. Le poids en bronze présente, sur son dessous, une décoration incisée formée par une croix aux bras égaux et les lettres Г Β (qui signifient « 2 onces »). Les restes de l’argent qui remplissait les lettres et les croix sont encore visibles, entourés d’une couronne de laurier faite au burin. Il s'agit d’une balance pour les pièces appelées exagium, utilisée pour vérifier le poids des métaux précieux, notamment l’or. Elle correspond à la série des poids officiels compris dans le système de valeurs établies depuis la dévaluation de la monnaie et la création de l’auri de Constantin.
- Plat au pied trépané en bronze. Cette pièce fait partie de l’ensemble des bronzes du Collet de Sant Antoni de Calonge, à côté de la villa romaine du même lieu. Ce dépôt de bronzes datant de l’époque wisigothe fut découvert en 1897. Il s’agit d’un ensemble de 19 pièces, constitué de vases, de balances romaines, de chaînes, d’un trépied, de anses, de récipients, de lingots et de fragments de vases et de lames de cuir. Les objets présentent un large éventail chronologique, comprenant des pièces de l’époque du Haut-Empire et des pièces tardives du VIIe siècle apr. J.-C. Ce dépôt de bronzes, formé par de vieilles pièces, usées et brisées, était destiné à la refonte du métal pour être réutilisé ultérieurement. Le plat et la patène au pied trempé, ont été fabriqués en Italie d’après un modèle copte (Égypte), très rare en Méditerranée occidentale.

### Le monastère
Le monastère de Sant Pere de Galligants, duquel seuls l'église et le cloître sont encore visibles, est l'un des monuments les plus remarquables de l'art roman catalan. La date exacte de construction n'est pas connue, mais le plus ancien document le mentionnant (datant de 988) attribue sa construction au comte Borrell II.
Tel qu'on le connaît aujourd'hui, il a été construit dans la première moitié du XIIe siècle. Le cloître fut terminé à la fin de ce siècle.
Le monastère ne respecte pas les paramètres caractéristiques des monastères de la même époque.
L'église, de style basilique, possède des décorations de grande qualité, mises en évidence par les chapiteaux de la nef. La porte principale et sa magnifique rosace sont également remarquables.
Le cloître, superbement sculpté, est rectangulaire et de petites dimensions. L'accent est porté sur les divers chapiteaux avec différents motifs décoratifs, des thèmes du Nouveau Testament, des scènes de l'époque ou des décorations végétales, géométriques ou d'animaux.

Plan du monastère
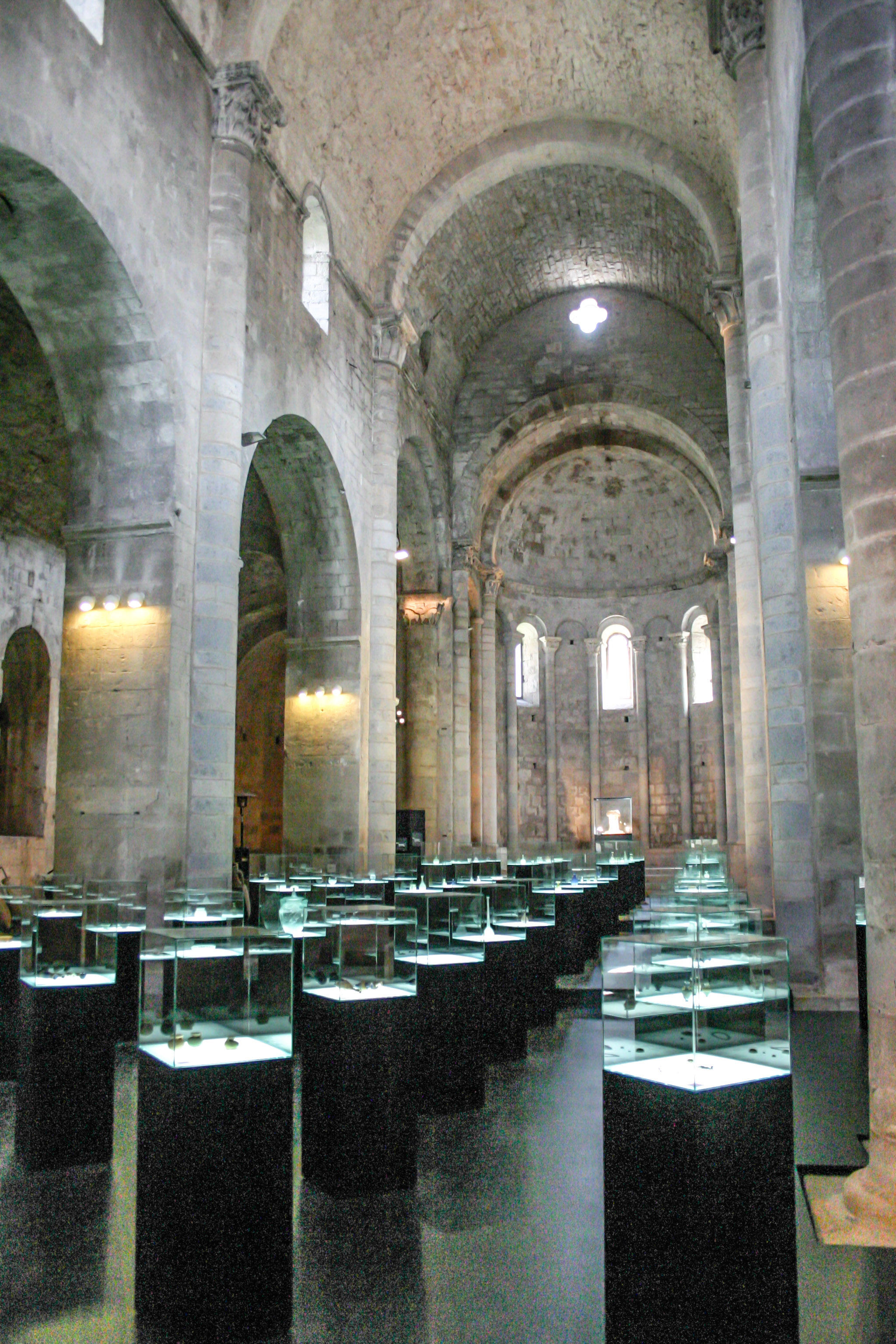
Église abbatiale
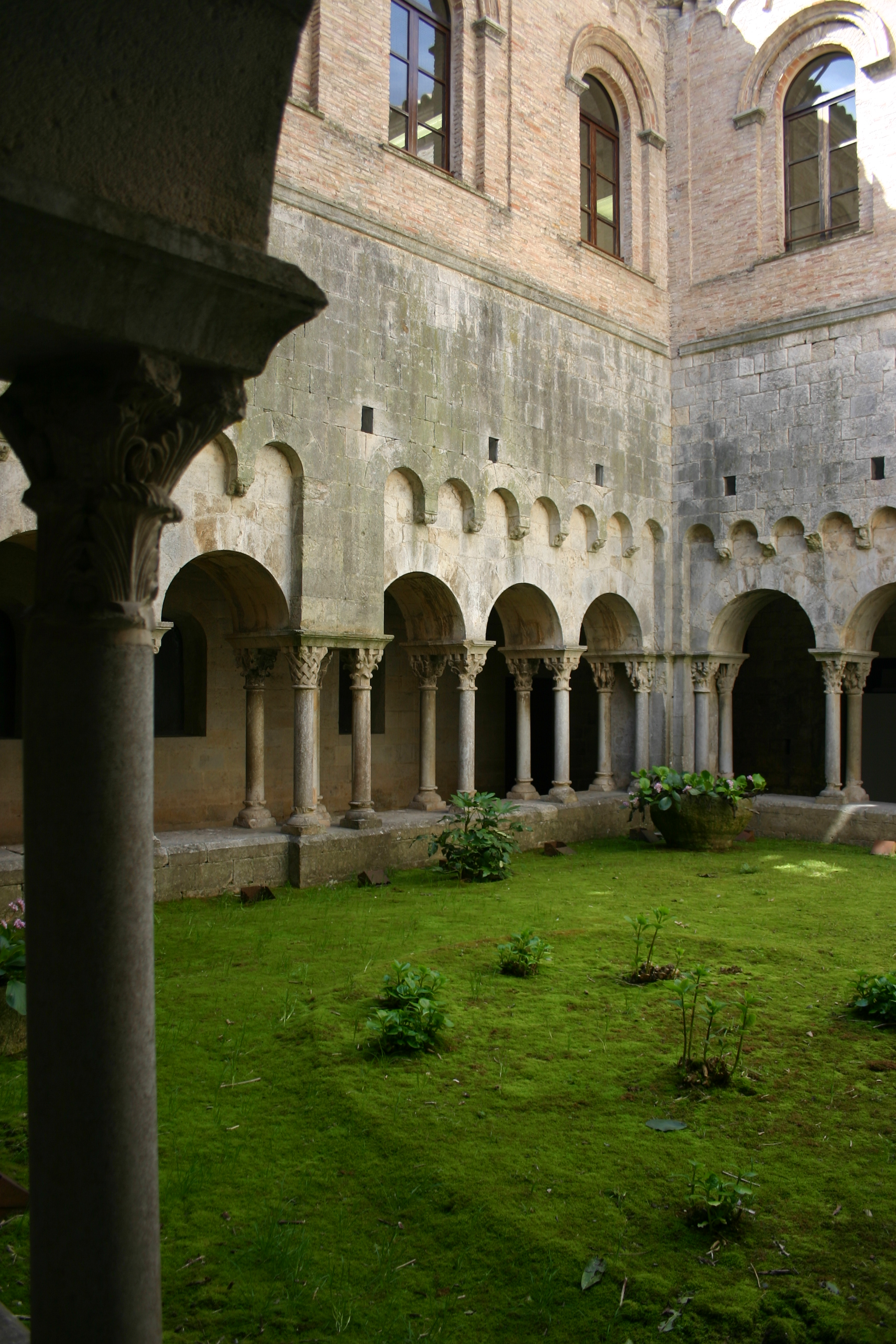
Cloître
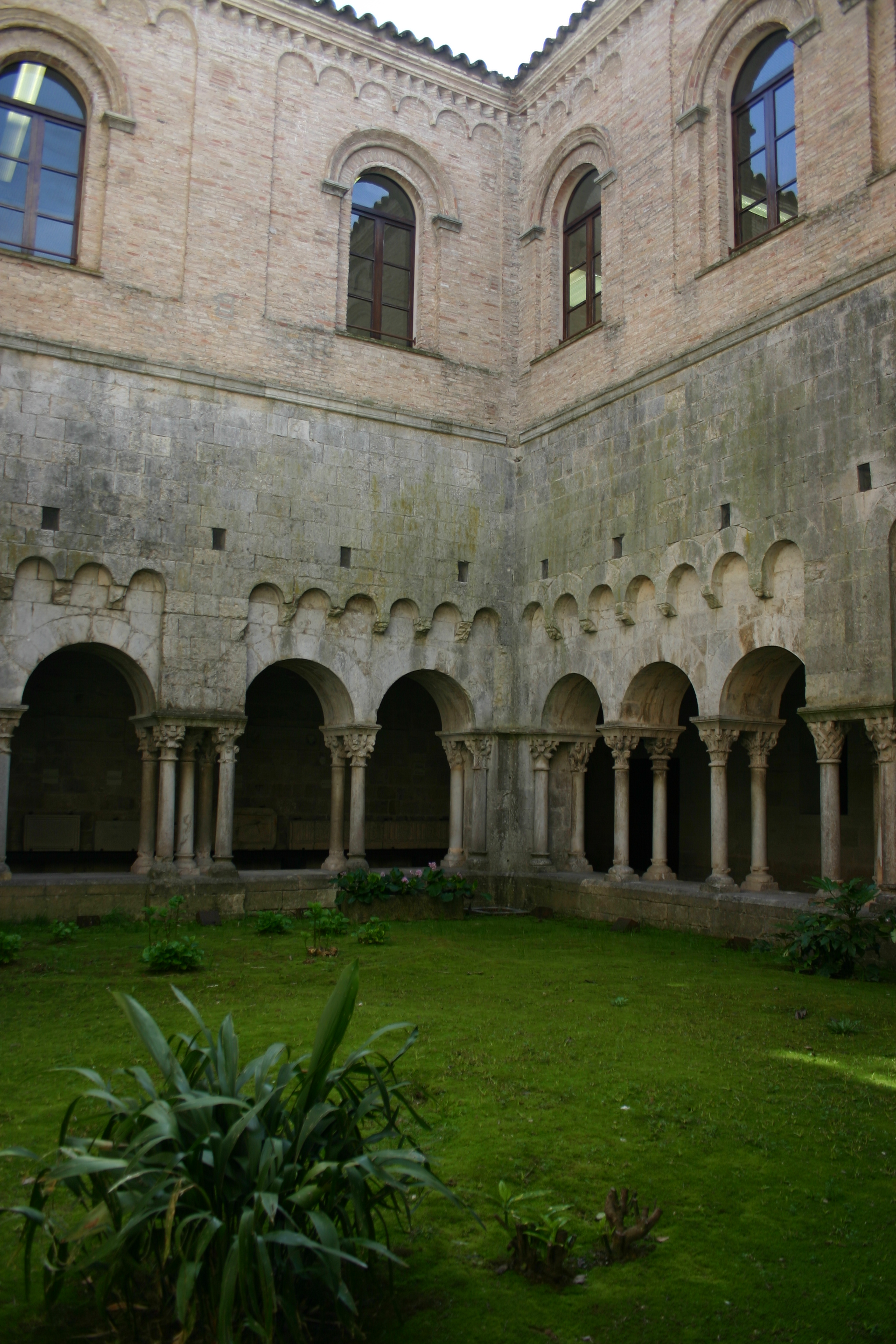
Cloître

- Fonts baptismaux. L'église paroissiale était située dans le village de Saint-Pierre et, par conséquent, la plupart des sacrements y étaient réalisés. L'importance de ce lieu explique l'existence de ces fonts baptismaux, datés de 1550. Les fonts ont douze faces, parmi lesquelles se trouvent deux boucliers. Avec une paroi lisse, il détient la tiare et les clefs de saint Pierre, ordonné par le monastère, et l'autre possède un couteau et du cuir, l'outil et le produit du travail des tanneurs. La guilde des tanneurs, dont les ateliers étaient situés dans la ville, ont probablement financer les fonts.
- Rosace. La façade principale du monastère de Sant Pere de Galligants est dominée par une splendide rosace. Formé de huit colonnes, le chapiteau de la base de la colonne centrale supérieure représente un abbé entouré de plusieurs moines. Au-dessus des arches en de la partie supérieure, on peut voir l'inscription OMNES COGNOSCANT PETRVM FECISSE FENESTRAM (que tout le monde sache que Pierre a fait la fenêtre). Nous ne pouvons pas savoir si ce Pierre a été le sculpteur ou l'abbé sous le gouvernement duquel elle a été construite.